# Catenulostroma abietis
Catenulostroma abietis är en svampart som först beskrevs av Butin & Pehl, och fick sitt nu gällande namn av Crous & U. Braun 2007. Catenulostroma abietis ingår i släktet Catenulostroma och familjen Teratosphaeriaceae.   Inga underarter finns listade i Catalogue of Life.